# Zvjezdane staze: Odjel 31
Zvjezdane staze: Odjel 31 (eng. Star Trek: Section 31) je američki znanstvenofantastični televizijski film iz 2025. godine, u režiji Olatundea Osunsanmija, a prema scenariju Craiga Sweenyja za streaming servis Paramount+. Riječ je o prvom televizijskom filmu i ukupno četrnaestom filmu u franšizi Zvjezdane staze, koji je dio proširenog svemira Zvjezdanih staza izvršnog producenta Alexa Kurtzmana. Film, koji je izdvojen iz serije Zvjezdane staze: Discovery, smješten je u takozvano „izgubljeno razdoblje” franšize između filmova temeljenih na Originalnoj seriji i serije Nova generacija. Radnja prati Philippu Georgiou dok surađuje s Odjelom 31, tajnom postrojbom Zvjezdane flote zaduženom za zaštitu Ujedinjene federacije planeta, te se mora suočiti s grijesima iz vlastite prošlosti.
Michelle Yeoh tumači Georgiou, ponavljajući svoju ulogu iz Discoveryja. Razvoj spin-off serije s Yeoh potvrđen je u siječnju 2019., no produkcija je odgođena zbog pandemije COVID-19. Prioritet je u međuvremenu dobila druga spin-off serija iz Discoveryja, Čudni novi svjetovi. Odjel 31 je potom preradom pretvoren u film, koji je najavljen u travnju 2023. Uz Yeoh, u filmu glume i Omari Hardwick, Sam Richardson, Robert Kazinsky, Kacey Rohl, Sven Ruygrok, James Hiroyuki Liao, Humberly González i Joe Pingue. Snimanje je održano u Torontu, Kanada, od siječnja do ožujka 2024. Film su producirali CBS Studios u suradnji sa Secret Hideout, Action This Day! i Roddenberry Entertainment.
Film je premijerno prikazan 24. siječnja 2025. na platformi Paramount+, dok je u Hrvatskoj postao dostupan 21. veljače iste godine na platformi SkyShowtime. Većina kritičara ocijenila ga je negativno, a mnogi su ga smatrali najlošijim uratkom u franšizi.

## Radnja
U Zrcalnom svemiru, alternativnom svemiru kojim vlada nemilosrdno Teransko Carstvo, tinejdžerica Philippa Georgiou vraća se kući nakon smrtonosnog natjecanja za izbor novog cara. Obitelji otkriva da se sprijateljila s mladićem po imenu San te da su zajedno porazili ostale mlade natjecatelje. Kako bi preuzela prijestolje, Georgiou prekida sve veze s prijašnjim životom tako što otruje vlastitu obitelj. Carski dužnosnici dolaze sa Sanom, koji nije uspio ubiti svoju obitelj, a Georgiou ga uništava dok stupa na prijestolje.
U Primarnom svemiru početkom 24. stoljeća, agenti tajnog odjela Zvjezdane flote – Odjel 31 – šalju se na svemirsku postaju Baraam izvan prostora Federacije. Georgiou, koja je doputovala u Primarni svemir i jedno vrijeme služila u Zvjezdanoj floti, predstavlja se kao vlasnica Baraama pod imenom „Madame du Franc”. Agent Odjela 31 Alok Sahar nagovara Georgiou da se pridruži njegovom timu, u kojem su: Melle, neodoljiva Deltanka; Quasi, mijenjač oblika vrste Chameloid; Zeph, korisnik mehaničkog egzoskeleta; Rachel Garrett, ozbiljna časnica Zvjezdane flote; te Fuzz, mikroskopski Nanokin koji upravlja robotskim odijelom nalik Vulkancu. Na Baraamu presreću trgovca oružjem Dadu Noea, a Georgiou postavlja „fazni modul” na oružje koje on prodaje tako da ga mogu dodirnuti samo oni koji imaju vlastiti fazni modul. Maskirana osoba s faznim modulom preuzima oružje i ubija Melle. Prije nego što se uljez transportira s postaje, Georgiou prepoznaje oružje kao „Božji dar” (Godsend), koje je naručila za razvoj u Zrcalnom svemiru, a dizajnirano je da uništi sve na svom putu.
Alok zadobiva Georgiouino povjerenje otkrivši svoju prošlost: potječe iz 20. stoljeća, a obitelj mu je ubijena tijekom Eugenijskih ratova od strane genetski poboljšane ratnice po imenu Giri, koja je poboljšala i samog Aloka te ga natjerala na zločine u njezino ime. U sigurnoj kući Odjela 31 ispitaju Dadu Noea i saznaju da je iz Zrcalnog svemira, da je ukrao Božji dar iz vojnog postrojenja te da ga je namjeravao prodati Teranskom Carstvu, koje planira ući u Primarni svemir kroz crvotočinu i osvojiti ga. Kada je sigurna kuća sabotirana, a njihov brod uništen, tim vjeruje da je maskirani čovjek dobio dojavu od jednog od njih. Zeph nestaje i ostali ga sumnjiče da je krtica, no pronalaze ga mrtvog, a dokazi upućuju na Garrett kao ubojicu. Georgiou zaključuje da se Fuzz infiltrirao u Zephov egzoskelet, prisilio ga da sabotira komunikaciju i potom počini samoubojstvo, te podmetnuo dokaze. Fuzza transportiraju, no on prije toga otkriva da je San, za kojeg je Georgiou mislila da je mrtav, zapravo maskirani čovjek.
Tim koristi napušteni brod–smećar kako bi slijedio Sana. Quasi i Garrett onesposobljavaju Sanove štitove traktor-zrakom smećara, dok se Georgiou i Alok transportiraju na njegov brod. Alok se bori protiv Fuzzovog robotskog odijela, ali Fuzz napušta odijelo kako bi napao smećar. San namjerava uništiti Primarni svemir Božjim darom i stvoriti vlastito carstvo kojim će vladati „pravednom milošću”, za razliku od Georgiouine okrutne diktature. Tijekom njihove borbe, Božji dar se slučajno aktivira. Garrett improvizira eksploziv iz otpada na smećaru, koji Quasi izbacuje u svemir, navodno ubivši Fuzza. San pokušava ubosti Georgiou, no ona blokira napad i on smrtonosno ozljeđuje sam sebe, umirući u njezinim rukama. Alok i Georgiou odlučuju odvesti Sanov brod kroz crvotočinu, žrtvujući se dok usmjeravaju Božji dar prema Zrcalnom svemiru. Quasi ih u posljednjem trenutku transportira s broda.
Tri tjedna kasnije, preživjeli članovi tima ponovno se okupljaju na Baraamu. Pridružuje im se Fuzzova supruga Wisp, koja upravlja identičnim robotskim odijelom nalik Vulkancu i vjeruje da je njezin muž preživio eksploziju. „Control”, ravnateljica Odjela 31, javlja se timu o njihovoj sljedećoj misiji na planetu Turkana IV.

## Glumačka postava
- Michelle Yeoh kao Philippa Georgiou
- Omari Hardwick kao Alok
- Sam Richardson kao Quasi
- Robert Kazinsky kao Zeph
- Kacey Rohl kao Rachel Garrett
- Sven Ruygrok kao Fuzz i Wisp
- James Hiroyuki Liao kao San
- Humberly González kao Melle
- Joe Pingue kao Dada Noe
- Jamie Lee Curtis kao cameo ulozi „Control”, kibernetički poboljšana ravnateljica Odjela 31.

## Vanjske poveznice
- Službena stranica
- Zvjezdane staze: Odjel 31 u internetskoj bazi filmova IMDb-a